# Sairecabur
Sairecabur ist ein Stratovulkan in der Cordillera Occidental an der Grenze zwischen Chile und Bolivien am Rand der Atacamawüste. Der höchste Punkt ist etwa 5980 m hoch und befindet sich am Rand der in Nord-Süd-Richtung etwa 4,5 km ausgedehnten Caldera. Der nächstgelegene Ort ist San Pedro de Atacama. Im Norden des Sairecabur liegt der Vulkan Escalante.
In der Caldera selbst befindet sich ein Radioteleskop (Receiver Lab Telescope (RLT)) und eine alte Schwefelmine, die beide über eine Straße erreicht werden können. Von dieser Stelle aus beginnt auch der Aufstieg zum Gipfel. Der Aufstieg geht bis zum Gipfel über große kantige Steine, bei denen leichtes Klettern erforderlich ist. Die Besonderheit besteht im Rundumblick, den man vom Gipfel aus hat. Von hier aus ist auch der Licancabur sehr gut zu sehen.
Agenturen in San Pedro de Atacama bieten geführte Touren zum Gipfel an.

## Bilder

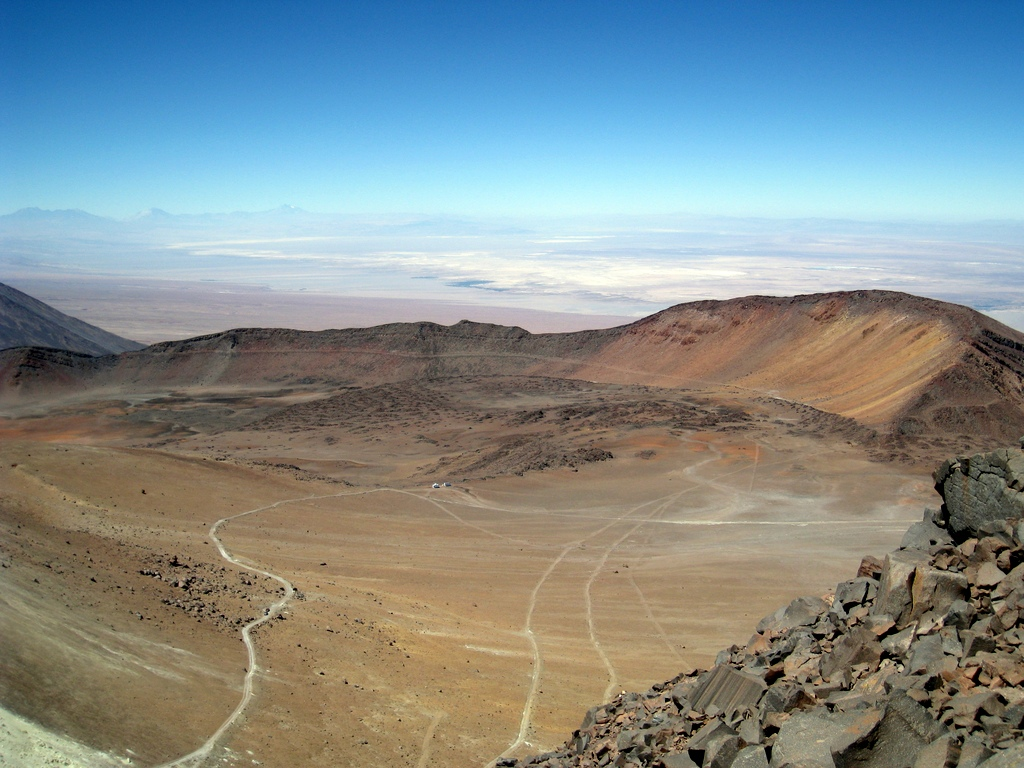
Caldera des Sairecabur.
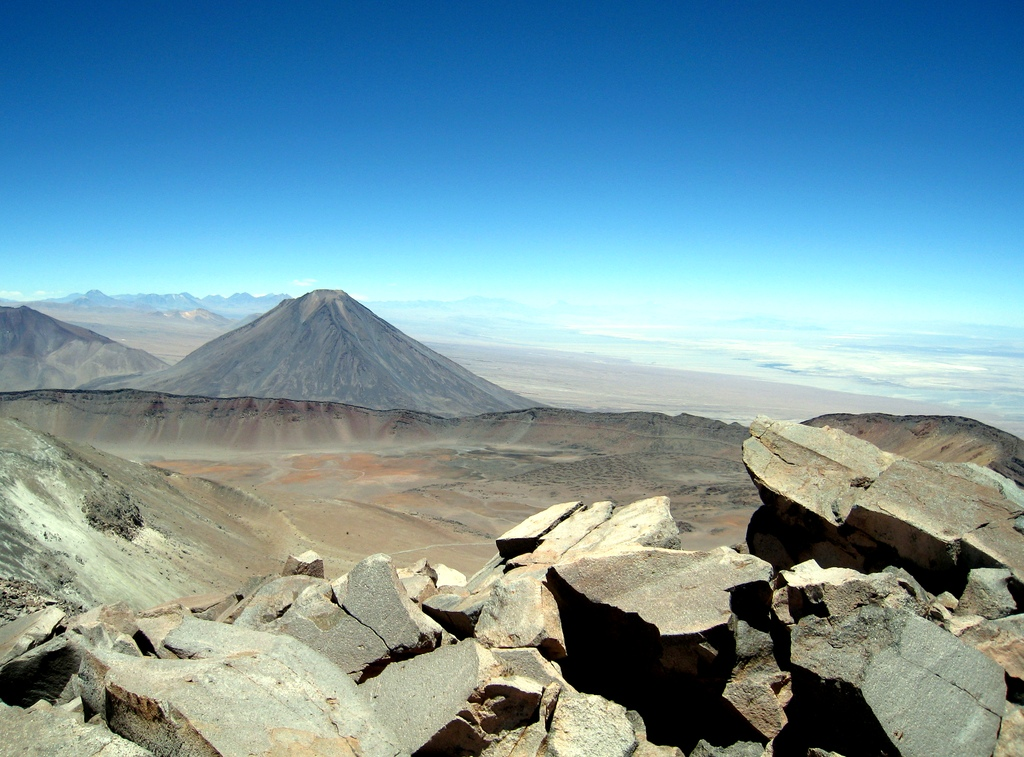
Licancabur vom Gipfel des Sairecabur.
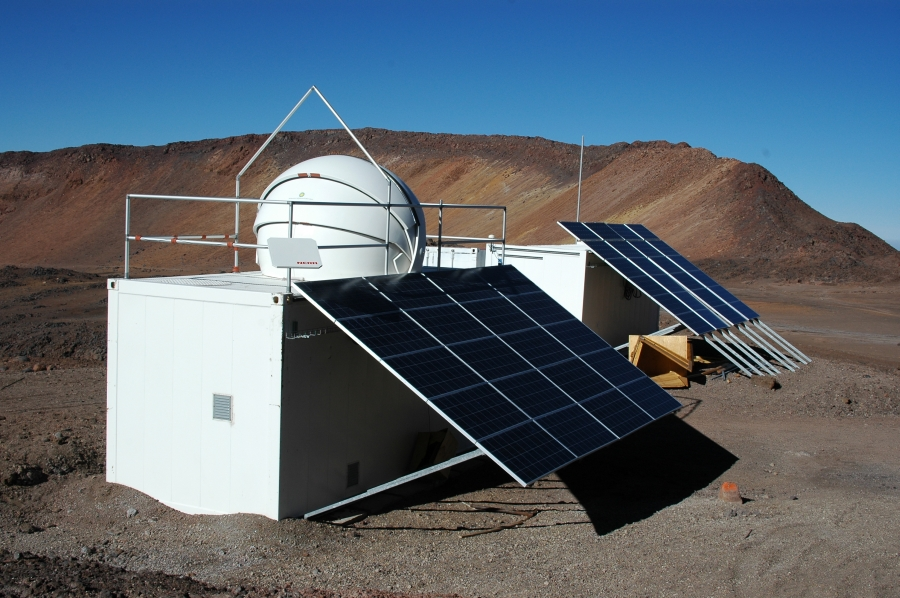
Radioteleskop in der Caldera auf 5.525 m.